# Lobby armenoamericana
Con il termine lobby armenoamericana si suole generalmente indicare l'influenza sulla politica estera degli Stati Uniti che attuano gruppi di pressione armenoamericani tramite organizzazioni, associazioni e individui legati tra loro dal comune interesse di incidere sulle istituzioni legislative e le relazioni internazionali, in particolare in supporto della causa armena.

## Forza
Secondo Zbigniew Brzezinski, il gruppo di pressione è al terzo posto per influenza politica negli Stati Uniti, tra quelli d'origine etnica, dopo quello ebraico e cubano.

## Successi
Tra le azioni di rilievo accreditate all'influenza della lobby, si possono citare: la realizzazione di un fondo di 100ml$ annuale per aiuti economici all'Armenia, l'approvazione nel 1992, e la continuazione, del Freedom Support Act, in particolare la sezione 907 che vieta totalmente assistenza economica e di sviluppo all'Azerbaigian e la messa da parte di un accordo per il commercio di armi con la Turchia.
Un obiettivo però non riuscito è stato il riconoscimento ufficiale da parte del governo statunitense del genocidio armeno.

## Organizzazioni lobbistiche
Un noto comitato d'azione attivo in materia di riconoscimenti legislativi è l'Armenian American Political Action Committee (AAPAC) fondato da Albert A. Boyajian. Ma si possono citare tra gli altri anche:
- L'Armenian National Committee of America, un gruppo che opera in materia legislativa per l'interesse della comunità armenoamericana e in politica estera per aumentare gli sforzi a sostegno dello sviluppo politico ed economico dell'Armenia.
- L'Armenian Assembly of America, promuovente i rapporti tra Armenia e Stati Uniti, in particolare per la realizzazione di una democrazia stabile in Armenia e il riconoscimento da parte degli USA del genocidio armeno.[4]
- L'Armenian Youth Federation -Youth Organization Of The Armenian Revolutionary Federation (AYF-YOARF).